# Piotr Stanisz
Piotr Stanisz (ur. 4 grudnia 1966 w Brzozowie) – polski ksiądz katolicki, prawnik, kanonista i teolog, profesor doktor habilitowany nauk prawnych, specjalista prawa wyznaniowego. W latach 2012–2016 dziekan Wydziału Prawa, Prawa Kanonicznego i Administracji Katolickiego Uniwersytetu Lubelskiego Jana Pawła II.

## Życiorys
W latach 1985–1991 odbył studia w Wyższym Seminarium Duchownym w Przemyślu. Uzyskał tytuł zawodowy magistra teologii. W latach 1994–1999 studiował na Wydziale Prawa Kanonicznego i Świeckiego Katolickiego Uniwersytetu Lubelskiego (magister prawa kanonicznego i magister prawa). W 2000 na podstawie rozprawy pt. Ubezpieczenie społeczne duchownych jako wyraz stosunku państwa do kościołów i innych związków wyznaniowych w Polsce w latach 1945-1999 napisanej pod kierunkiem Henryka Misztala nadano mu stopień doktora nauk prawnych w zakresie prawa.
Od 1 października 1999 pracownik naukowo-dydaktyczny w Katedrze Prawa Wyznaniowego Wydziału Prawa, Prawa Kanonicznego i Administracji KUL, od 1 października 2001 zatrudniony jako adiunkt. W 2007 na podstawie dorobku naukowego oraz monografii pt. Porozumienia w sprawie regulacji stosunków między państwem i niekatolickimi związkami wyznaniowymi we włoskim porządku prawnym uzyskał stopień naukowy doktora habilitowanego nauk prawnych. Od 2008 kierownik Katedry Prawa Wyznaniowego. Rok później został zatrudniony na stanowisku profesora nadzwyczajnego. W latach 2008–2012 był prodziekanem, a w 2012 został wybrany na dziekana tego Wydziału na czteroletnią kadencję. Postanowieniem Prezydenta RP z 4 stycznia 2022 otrzymał tytuł profesora nauk społecznych w dyscyplinie nauki prawne.
Pod jego kierunkiem stopień naukowy doktora uzyskali Jerzy Nikołajew (2010) i Jakub Pawlikowski (2016).
Członek Zespołu Redakcyjnego periodyku naukowego Studia z Prawa Wyznaniowego. Od 2008 wiceprezes Zarządu Polskiego Towarzystwa Prawa Wyznaniowego (w 2016 ponownie wybrany na tę funkcję). W latach 2008–2009 był redaktorem naczelnym czasopisma Przegląd Prawa Wyznaniowego; nadal jest członkiem jego kolegium redakcyjnego. Członek zarządu Fundacji Naukowej im. Pawła Włodkowica z siedzibą w Lublinie.
Jest konsultorem Rady Naukowej Konferencji Episkopatu Polski.

## Ważniejsze publikacje
- Ubezpieczenie społeczne duchownych w prawie polskim, Lublin 2001.
- Porozumienia w sprawie regulacji stosunków między państwem i niekatolickimi związkami wyznaniowymi we włoskim porządku prawnym, Lublin 2007.
- Prawo wyznaniowe, Warszawa 2006, 2008 i 2011 (we współautorstwie z Arturem Mezglewskim i Henrykiem Misztalem).
- Religioni et scientiae. Materiały V Sympozjum Prawa Kanonizacyjnego (Lublin, 25 kwietnia 2001 r.), Lublin 2001 (redakcja naukowa).
- Podstawy regulacji stosunków państwo-Kościół w Rzeczypospolitej Polskiej i Republice Włoskiej. I fondamenti della regolazione delle relazioni stato - chiesa nella Repubblica di Polonia e nalla Repubblica Italiana, Lublin 2010 (redakcja naukowa wspólnie z Przemysławem Czarnkiem i Dariuszem Dudkiem).
- Układowe formy regulacji stosunków między państwem a związkami wyznaniowymi (art. 25 ust. 4-5 Konstytucji RP), Lublin 2013 (redakcja naukowa wspólnie z Martą Ordon).
- Aktualne problemy wolności myśli, sumienia i religii (red. nauk. wspólnie z Anetą Abramowicz, Michałem Czelnym, Martą Ordon, Michałem Zawiślakiem), Wydawnictwo KUL, Lublin 2015.
- Obecność krzyża w przestrzeni publicznej. Doświadczenia niektórych państw europejskich (red. nauk. z Michałem Zawiślakiem i Martą Ordon), Wydawnictwo KUL, Lublin 2016[8]
- Religion and Law in Poland, Kluwer Law International 2017[9]

## Odznaczenia i wyróżnienia
W 2014 Prezydent RP na wniosek Ministra Administracji i Cyfryzacji „za zasługi w działalności na rzecz rozwoju nauki prawa wyznaniowego” odznaczył go Srebrnym Krzyżem Zasługi.
Zarząd Główny Lubelskiego Towarzystwa Naukowego nadał mu w styczniu 2018 Wyróżnienie Naukowe Lubelszczyzny Sertum Scientiarum Lublinense za rok 2017 za publikację pt. Religion and Law in Poland.